# Saint-Pierre-en-Val
Saint-Pierre-en-Val là một xã thuộc tỉnh Seine-Maritime trong vùng Normandie miền bắc nước Pháp.

### Huy hiệu
| Arms of Saint-Pierre-en-Val | The arms of Saint-Martin-Pierre-en-Val are blazoned: Azure, 2 keys addorsed Or, on a chief argent a pine cone vert between 2 crescents gules. |

## Dân số
| 1962                                            | 1968 | 1975 | 1982 | 1990 | 1999 | 2006 |
| ----------------------------------------------- | ---- | ---- | ---- | ---- | ---- | ---- |
| 670                                             | 671  | 715  | 856  | 978  | 1018 | 1138 |
| Starting in 1962: Population without duplicates |      |      |      |      |      |      |